# 埃斯基奥加-伊查索
埃斯基奥加-伊查索（西班牙語：Ezquioga-Ichaso）是西班牙巴斯克自治区吉普斯夸省的一个市镇。总面积21平方公里，总人口544人（2001年），人口密度26人/平方公里。